# جيمس هولاند (كاتب)
جيمس هولاند (بالإنجليزية: James Holland)‏ هو كاتب بريطاني، ولد في 27 يونيو 1970.

## وصلات خارجية
- جيمس هولاند على موقع IMDb (الإنجليزية)